# Le Drame de Marie-Souillon

Le Drame de Marie-Souillon est le cinquième album de bande dessinée de la série Robert et Bertrand, écrit et dessiné par Willy Vandersteen.

## Synopsis
Robert et Bertrand font la connaissance d'une femme des rues, Marie-Souillon, qui semble cacher bien des secrets. Apparemment liée à la vague de meurtres qui touche la milice urbaine, cherche-t-elle à protéger le criminel ou bien à le punir de sa main ? C'est ce que vont tenter de percer nos deux détectives en herbe... à moins que l'inspecteur Dix-Sept ne leur mette la main dessus avant !

## Personnages
- Robert
- Bertrand
- Jacky
- Inspecteur Dix-Sept
- Marie-Souillon
- Léon Zelman
- Cyprien Strombach, gardien de prison.

## Note
Ce cinquième tome de la saga Robert et Bertrand est d'abord paru dans le quotidien De Standaard. Quoique méconnue en France, cette série de bande dessinée est très populaire en Flandres, ainsi qu'aux Pays-Bas.

## Éditions
- De rode herberg : Standaard, 1974, version originale
- Le Drame de Marie-Souillon : Erasme, 1975, version française  (ISBN 90-02-00818-X)